# ВАЗ-2102
ВАЗ-2102 — легковий задньопривідний автомобіль з кузовом типу універсал. Вантажопасажирський варіант моделі ВАЗ-2101. Серійно випускався на Волзькому автомобільному заводі з 1971 по 1986 рік.

## Історія

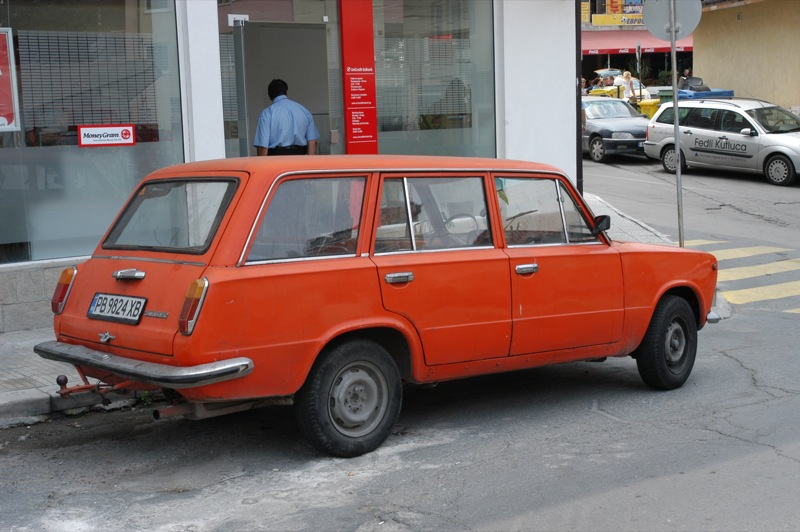
ВАЗ-2102

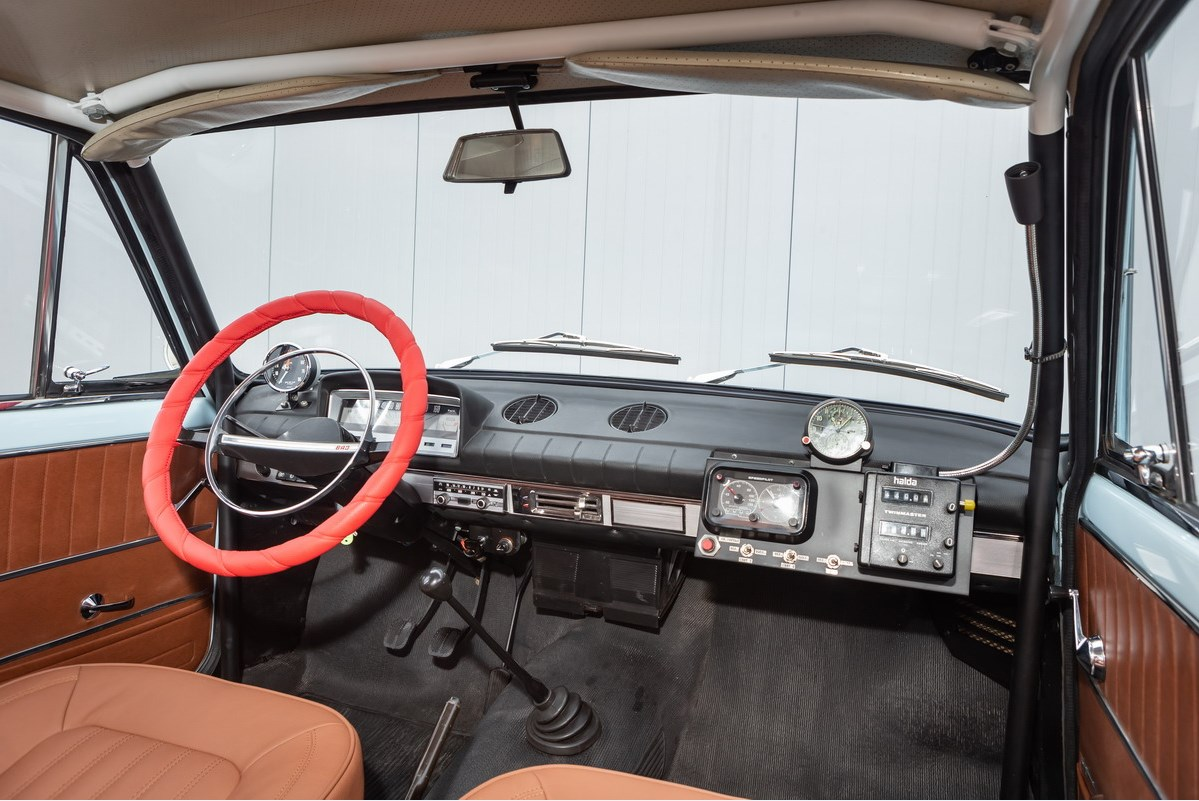

ВАЗ-2102 є ліцензійною версією Fiat 124 Familiare, з численними відмінностями, аналогічними базовій моделі ВАЗ-2101. Перший автомобіль ВАЗ-2102 зійшов з конвеєра Волзького автомобільного заводу 1971-го року. Потім після початку випуску спадкоємиці — «Четвірки» ВАЗ-2104 у 1984 році обидві машини ще рік випускалися одночасно аж до зняття «Двійки» з виробництва. Останні машини були випущені у січні 1986 року.

## Технічні характеристики
Нова модель була багато в чому уніфікований з базовим седаном ВАЗ-2101. Приладова панель і робоче місце водія ідентичні таким, як у ВАЗ-2101. Кромка двері багажника доведена до бамперу і перебуває на рівні з рівнем підлоги, що спрощує операції щодо навантаження та розвантаження. Суцільне заднє сидіння розкладається, що дозволяє отримати горизонтальний вантажний майданчик. Номерний знак знаходиться на задніх дверях, задні ліхтарі розташовані вертикально. Технічний рівень універсалів у той час відрізняла слабка герметизація салону від пилу з боку задніх дверей і парів бензину через горловину бензобаку. Для більшого по масі вантажопасажирського ВАЗ-2102 пружини підвіски та амортизатори були додатково посилені, що дозволило зберегти вантажопідйомність у 250 кг з двома пасажирами (або 60 кг з п'ятьма пасажирами) при тому, що власна маса автомобіля у порівнянні з седаном ВАЗ-2101 зросла на 55 кг.
Автомобіль оснащувався бензиновим двигуном потужністю 62 к.с., що працює на бензині АІ-93. Внаслідок збільшилось навантаження на двигун і зчеплення. Передавальне число головної пари збільшили з 4,3 до 4,44, застосувавши так звану вантажну шестерню.
У 1978 році було започатковано випуск модифікації ВАЗ-21021 з чотирициліндровим 63-сильним двигуном ВАЗ-21011. Вона призначалася переважно для експорту, так само як і ВАЗ-21023 з карбюраторним двигуном ВАЗ-2103 потужністю 77 к.с. В експортному виконанні автомобіль ВАЗ-2102 обладнали склоочисником і омивачем скла задніх вантажних дверей, сидіннями від ВАЗ-2106 з підголівниками.
Надалі завод провів таку модернізацію автомобілів:
- До 1977 року на генераторах негативні діоди були запресовані у кришку;
- В 1983-м проведені зміни електричної частини;
- Карбюратори 2101 модернізували в 1974-му і випускали до 1976 року, третій серії (2101-1107010-03) -з 1976 no 1978 рік. З 1980 року на машини монтували нові карбюратори 2105-1107010-20 (типу «ОЗОН»).
- У 1980 році проведена модернізація модельного ряду: почали встановлювати новий розподільник запалення типу 30.3706-01, 2-літровий бачок омивача скла та ножне включення омивача на усіх моделях, як на ВАЗ-21011.
- У період з 1982 по 1984 рік разом з важелем приводу клапанів розподільні вали азотованих[що?] для забезпечення підвищеної корозійної стійкості, зносостійкості та опору знакозмінних навантажень. Проблему швидкого зносу валів вирішили тільки з переходом до технології з відбілюванням кулачків, що і закрило тему моторошного[що?] дефіциту цієї деталі у кінці 1970-х — першій половині 1980 років. Відмінність таких валів — шестигранний поясочок між третім і четвертим кулачками.
- З 1983 року у частини автомобілів, що випускалися ВАЗ-21023 електрообладнання передній частині автомобіля виконували за схемою седану ВАЗ-21013. З врахуванням західних тенденцій у 1986 році встановлювали паливні баки без зливних пробок.

## Модифікації
- ВАЗ-2102 — базова модель мала двигун об'ємом 1,25 л і потужність ю 62 к. с.
- ВАЗ-21021 — модифікація, оснащена двигуном об'ємом 1,3 л і потужність ю 63 к. с.
- ВАЗ-21023 — модифікація, оснащена двигуном об'ємом 1,5 л, і потужністю 77 к.с. та салоном і редуктором від ВАЗ-2103. Авто було вироблене на експорт.
- ВАЗ-2801 Електро — електромобілі-фургони, випущені тиражем в 47 екземплярів. Навантаження від нікель-цинкових акумуляторів сприймала спеціальна алюмінієва рама.

## В ігровій та сувенірній індустрії
В масштабі 1:43 у 1975 році ПП Тантал була випущена номерна модель ВАЗ-2102 А11. В такому вигляді, з незначними змінами, модель випускалась до 1988 року, коли номер з днища зник і одночасно змінилось його кріплення. У наші дні модель, як і раніше, випускається Компанією «Холдинг Інкотекс» хоча і з менш якісно відлитим кузовом.
Компанія «Холдинг Ікотекс» випускає моделі в масшатабі 1:43 зі штампом на днищі «Зроблено в СРСР, Made in USSR», напис на упаковці — «Автомобілі Росії». Список деяких моделей: «ДАІ» (жовтий), «ДАі» (білий), «Пожежний» (червоний), «Пошта Росії», «з багажником» (синій), «Таксі» (жовтий).
В липні 2010 року в журнальній серії «Автолегенди СРСР» від видавництва «ДеАгостіні» під номером 15 вийшла червона модель (кодова назва кольору — «Коррида», каталожний номер кольору — «165») ВАЗ-2102.